# Gojko Šušak
Gojko Šušak (ur. 16 marca 1945 w Širokim Brijegu, zm. 3 maja 1998 w Zagrzebiu) – chorwacki polityk, minister emigracji (1990–1991), minister obrony (1991–1998).

## Życiorys
Studiował na uniwersytetach w Rijece (matematyka, fizyka) i Ottawie (zarządzanie). W latach 1969–1990 żył na emigracji w Kanadzie. Po powrocie do Chorwacji rozpoczął działalność polityczną i został ministrem emigracji, a następnie objął funkcję wiceministra obrony. W 1991 roku został ministrem obrony. Jego urzędowanie przypadło na okres wojny w Chorwacji. Brał udział w organizowaniu Gwardii Narodowej i tworzeniu armii. W 1992 i 1995 roku uzyskał mandaty do Zgromadzenia Chorwackiego z list Chorwackiej Wspólnoty Demokratycznej. Od 1993 roku był wiceprzewodniczącym tej partii.

## Odznaczenia
- Wielki Order Króla Petara Krešimira IV (1995)[2]
- Wielki Order Króla Dymitra Zwonimira (1998, pośmiertnie)[3]
- Order Księcia Domagoja (1995)[4]
- Order Mikołaja Subica Zrinskiego (1998, pośmiertnie)[3]
- Order Ante Starčevića (1995)[5]
- Order Stjepana Radića (1998, pośmiertnie)[3]
- Order Chorwackiej Koniczyny (1995)[6]
- Medal Wdzięczności Ojczyzny (1995)[7]